# Phytomyza lappae
Phytomyza lappae este o specie de muște din genul Phytomyza, familia Agromyzidae, descrisă de Goureau în anul 1851.
Este endemică în Franța. Conform Catalogue of Life specia Phytomyza lappae nu are subspecii cunoscute.